# Patania harutai
Patania harutai is een vlinder uit de familie van de grasmotten (Crambidae). De wetenschappelijke naam van de soort is voor het eerst gepubliceerd in 1955 door Hiroshi Inoue.
De soort komt voor in China, Zuid-Korea en Japan (Saitama).